# Brachythecium wilkesianum
Brachythecium wilkesianum là một loài rêu trong họ Brachytheciaceae. Loài này được Sull. A. Jaeger mô tả khoa học đầu tiên năm 1878.